# Gösta Andersson (brottare)
Erik Gösta Andersson, Granit-Gösta, född 15 februari 1917 i Selånger, död 12 september 1975 i Sundsvall, var en svensk brottare.
Sundsvalls Tidning rankade honom som 1900-talets störste idrottsman i Sundsvallsbygden vid sin Millenniumranking av traktens idrottsmän.
Man får betänka att höjden på Gösta Anderssons internationella karriär infann sig under andra världskriget, med de inställda Olympiska spelen 1940 samt 1944 som två mycket troliga medaljtillfällen.

## Klubbar
- Sundsvalls AIK